# Liste der Biografien/Vai
Liste der Biografien |
Portal Biografien |
Personensuche
# |
A |
B |
C |
D |
E |
F |
G |
H |
I |
J |
K |
L |
M |
N |
O |
P |
Q |
R |
S |
T |
U |
V |
W |
X |
Y |
Z |
?
 
Va |
Vd |
Ve |
Vh |
Vi |
Vj |
Vl |
Vn |
Vo |
Vr |
Vs |
Vt |
Vu |
Vy
 
Vaa |
Vab |
Vac |
Vad |
Vae |
Vaf |
Vag |
Vah |
Vai |
Vaj |
Vak |
Val |
Vam |
Van |
Vap |
Vaq |
Var |
Vas |
Vat |
Vau |
Vav |
Vaw |
Vax |
Vay |
Vaz
Die Liste der Biografien führt alle Personen auf, die in der deutschsprachigen Wikipedia einen Artikel haben. Dieses ist eine Teilliste mit 199 Einträgen von Personen, deren Namen mit den Buchstaben „Vai“ beginnt.

## Vai
- Vai, Lynette (* 1998), papua-neuguineische Squashspielerin
- Vai, Steve (* 1960), US-amerikanischer Gitarrist, Komponist und ProduzentSteve Vai (* 1960)

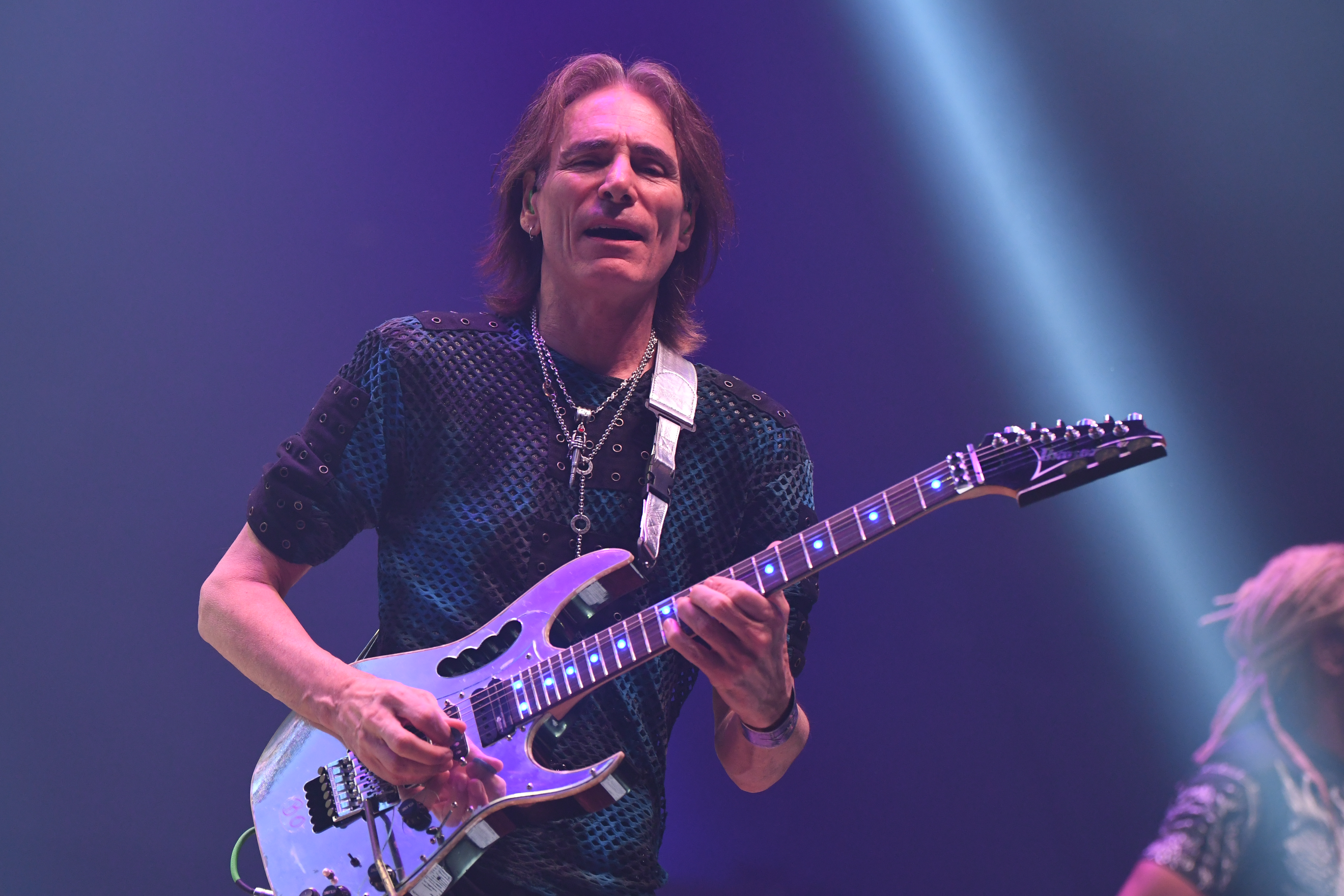
Steve Vai (* 1960)

### Vaia
- Vaiana, Anna Maria, römische Malerin des Barock
- Vaiana, Pierre (* 1955), belgischer Jazzmusiker und Musikpädagoge

### Vaic
- Vaic, Ľubomír (* 1977), slowakischer Eishockeyspieler
- Vaicekauskas, Alvydas (* 1957), litauischer Politiker
- Vaičekauskas, Gintaras (* 1962), litauischer Politiker
- Vaičekonis, Pranciškus (1928–2006), litauischer Kirchenrechtler, Professor und Priester
- Vaičeliūnas, Algis (* 1964), litauischer Brigadegeneral
- Vaičenonis, Jonas (* 1969), litauischer Militärhistoriker und Hochschullehrer
- Vaiciukevičius, Dalius (* 1981), litauischer Eishockeyspieler
- Vaiciukevičiūtė, Agnė (* 1989), litauische Politikerin
- Vaiciukevičiūtė, Monika (* 1996), litauische Leichtathletin, Geherin
- Vaičiulis, Juozas (* 1956), litauischer Politiker
- Vaičiulis, Modestas (* 1989), litauischer Skilangläufer
- Vaičiūnaitė, Judita (1937–2001), litauische Schriftstellerin
- Vaičiūnas, Petras (1890–1959), litauischer Dichter, Dramatiker und Übersetzer
- Vaičiūnas, Viktoras (1896–1945), litauischer Psychiater, Neuropathologe und Hochschullehrer
- Vaičiūnas, Vytautas Steponas (* 1944), litauischer katholischer Priester
- Vaičiūnas, Žygimantas (* 1982), litauischer Manager und Politiker
- Vaičius, Antanas (1926–2008), litauischer römisch-katholischer Bischof
- Vaickienė, Jolita (* 1970), litauische Politikerin
- Vaičule, Gunta (* 1995), lettische Sprinterin
- Vaičys, Mečislovas (1929–2018), litauischer Forstwissenschaftler

### Vaid
- Vaid, Krishna Baldev (1927–2020), indischer Schriftsteller
- Vaid, Marcel (* 1967), schweizerisch-deutscher Musiker und Komponist für Filmmusik und Theater
- Vaid, Urvashi (1958–2022), US-amerikanische Autorin, Juristin und LGBT-Aktivistin
- Vaid-Menon, Alok (* 1991), US-amerikanische/r LGBT-Aktivist/in und Performancekünstler/in
- Vaida, Vasile (1909–1987), rumänischer Politiker (PCR)
- Vaida, Veronica (* 1950), rumänisch-amerikanische Chemikerin
- Vaida-Voevod, Alexandru (1872–1950), rumänischer Politiker, Ministerpräsident
- Văideanu, Petra (* 1965), rumänische Leichtathletin
- Vaidelienė, Laimutė (* 1966), litauische Politikerin, stellvertretende Gesundheitsministerin
- Vaidere, Inese (* 1952), lettische Politikerin (Vienotība), Mitglied der Saeima, MdEP
- Vaidhyanathan, Siva (* 1966), US-amerikanischer Medienwissenschaftler, Professor für Recht und Medien
- Vaidišová, Nicole (* 1989), tschechische TennisspielerinNicole Vaidišová (* 1989)
- Vaidotas, litauischer Fürst

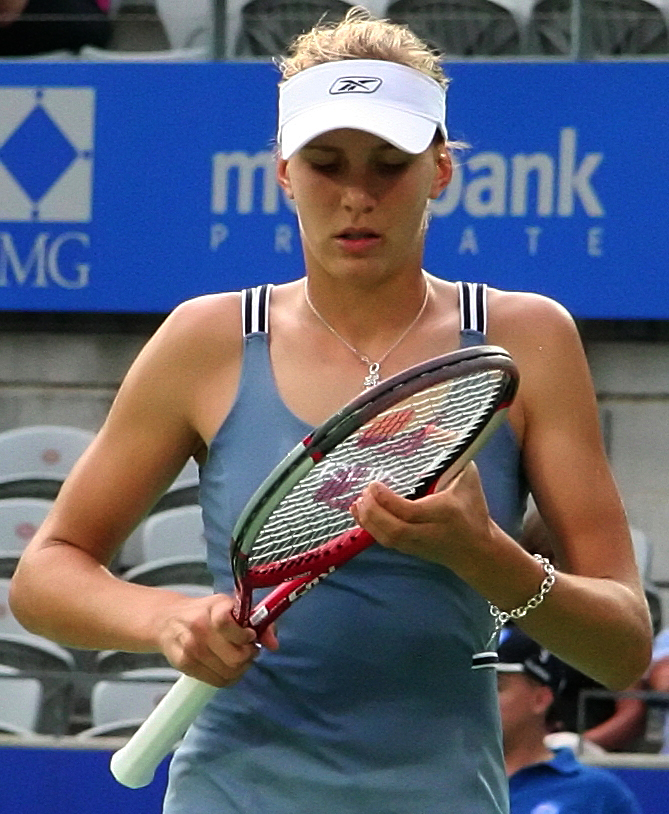
Nicole Vaidišová (* 1989)

- Vaidya, Daya (* 1973), US-amerikanische Schauspielerin
- Vaidya, Devika (* 1997), indische Cricketspielerin
- Vaidyanathan, L. (1942–2007), indischer Geiger und Komponist
- Vaidyanathaswamy, R. (1894–1960), indischer Mathematiker

### Vaig
- Vaiginis, Kęstutis (* 1978), litauischer Musiker
- Vaigur, Enn (1910–1988), estnischer Dramatiker

### Vaih
- Vaihela, Seppo (* 1953), schwedischer Bandy- und Fußballspieler sowie Sportfunktionär
- Vaihinger, Dirk (* 1968), deutscher Filmeditor
- Vaihinger, Hans (1852–1933), deutscher PhilosophHans Vaihinger (1852–1933)

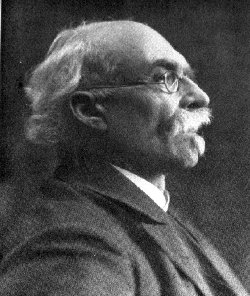
Hans Vaihinger (1852–1933)

- Vaihinger, Johann Georg (1802–1879), württembergischer evangelischer Pfarrer
- Vaihinger, Jörg (* 1962), deutscher Leichtathlet, Olympiamedaillengewinner

### Vaik
- Vaik, Mait (* 1969), estnischer Schriftsteller und Musiker
- Vaikainah, Armah (* 1995), liberianischer Fußballspieler
- Vaikjärv, Mati (* 1944), sowjetischer Bogenschütze
- Vaikla, Andreas (* 1997), estnischer Fußballspieler
- Vaikšnoras, Raimundas (* 1970), litauischer General
- Vaikšnoras, Vitalijus (* 1961), litauischer Generalmajor
- Vaiksoo, Jaanus (* 1967), estnischer Literaturwissenschaftler und Kinderbuchautor
- Vaiksoo, Nele-Liis (* 1984), estnische Sängerin und Musicaldarstellerin
- Vaikule, Laima (* 1954), lettische Sängerin und Schauspielerin
- Vaikuntanathan, Vinod, indischer Kryptologe und Informatiker

### Vail
- Vail, Alfred (1807–1859), US-amerikanischer Ingenieur und Erfinder
- Vail, Aramenta Dianthe (1820–1888), US-amerikanische Miniaturenmalerin
- Vail, Eric (* 1953), kanadischer Eishockeyspieler
- Vail, Eugène Lawrence (1857–1934), französischer Maler mit US-amerikanischen Wurzeln
- Vail, George (1809–1875), US-amerikanischer Politiker
- Vail, Henry (1782–1853), US-amerikanischer Politiker
- Vail, Justina (* 1963), malaysische Schauspielerin
- Vail, Ken (1939–2013), britischer Jazzpublizist
- Vail, Laurence (1891–1968), französischer Dichter, Bildhauer und Maler
- Vail, Melville (1906–1983), kanadischer Eishockeyspieler
- Vail, Peter (1930–2024), US-amerikanischer Geologe
- Vail, Richard B. (1895–1955), US-amerikanischer Politiker
- Vailati, Bruno (1919–1990), italienischer Regisseur, Drehbuchautor, Produzent und Dokumentarfilmer
- Vailati, Germano (* 1980), Schweizer Fussballtorhüter
- Vailati, Giovanni (1863–1909), italienischer Philosoph und Mathematiker
- Vailati, Silvio (1909–1940), italienischer Motorradrennfahrer
- Vaile (* 1980), deutsche Sängerin, Songwriterin und SchauspielerinVaile (* 1980)

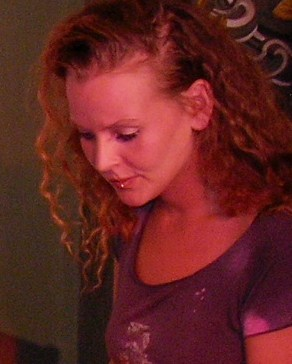
Vaile (* 1980)

- Vaile, Bobbie (1959–1996), australische Astrophysikerin
- Vaile, Bryn (* 1956), britischer Segler
- Vaile, William N. (1876–1927), US-amerikanischer Politiker
- Vaillancourt, Armand (* 1929), kanadischer Bildhauer, Maler und Performancekünstler
- Vaillancourt, Audrey (* 1991), kanadische Biathletin
- Vaillancourt, Honoré (1892–1933), kanadischer Sänger
- Vaillancourt, Lorraine (* 1947), kanadische Pianistin, Dirigentin und Musikpädagogin
- Vaillancourt, Sarah (* 1985), kanadische Eishockeyspielerin
- Vailland, Roger (1907–1965), französischer Schriftsteller, Essayist und Journalist
- Vaillant de Guélis, Germain (1517–1587), französischer Jurist, katholischer Geistlicher und Altphilologe, Bischof von Orléans
- Vaillant, Auguste (1861–1894), französischer Anarchist und Attentäter
- Vaillant, Auguste-Nicolas (1793–1858), französischer Admiral, Kolonial-Administrator und Marineminister
- Vaillant, Daniel (* 1949), französischer Politiker der Parti socialiste
- Vaillant, Édouard (1840–1915), französischer Politiker (SFIO) und Autor
- Vaillant, Fee (1915–2007), deutsche Fotografin
- Vaillant, Frédéric (1801–1880), Schweizer Politiker
- Vaillant, George Clapp (1901–1945), US-amerikanischer Ethnologe
- Vaillant, George Eman (* 1934), US-amerikanischer Psychiater
- Vaillant, Henriëtte (1875–1949), niederländische Malerin und Bildhauerin
- Vaillant, Jacques (1643–1691), niederländischer Maler
- Vaillant, Jacques (* 1952), französischer Sänger
- Vaillant, Jean-Alexandre (1804–1886), französisch-rumänischer Politiker, Historiker, Romanist, Rumänist, Übersetzer, Grammatiker und Lexikograf
- Vaillant, Jean-Baptiste Philibert (1790–1872), französischer General und Marschall von Frankreich
- Vaillant, Jehan, französischer Komponist und Musiktheoretiker
- Vaillant, Jérôme (* 1945), französischer Germanist und Historiker
- Vaillant, Johann (1851–1920), deutscher UnternehmerJohann Vaillant (1851–1920)

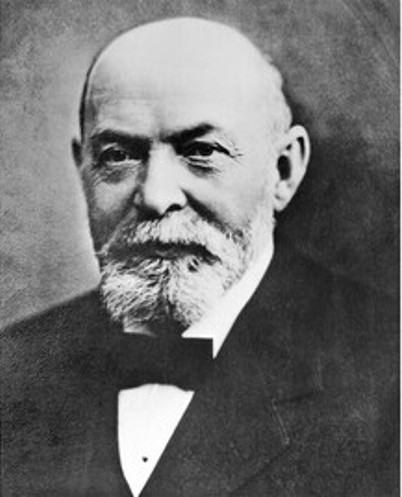
Johann Vaillant (1851–1920)

- Vaillant, Karl-Ernst (1935–2022), deutscher Unternehmer
- Vaillant, Léon (1834–1914), französischer Mediziner und Zoologe
- Vaillant, Ludvy (* 1995), französischer Leichtathlet
- Vaillant, Sébastien (1669–1722), französischer Botaniker
- Vaillant, Theodor (1845–1913), deutscher Jurist
- Vaillant, Wallerant (1623–1677), niederländischer Kupferstecher und Maler
- Vaillant, Wilhelm (1909–1993), deutscher Ingenieur, Unternehmer, Mediziner und Philanthrop
- Vaillant-Couturier, Marie-Claude (1912–1996), französische Journalistin, Mitglied der RésistanceMarie-Claude Vaillant-Couturier (1912–1996)

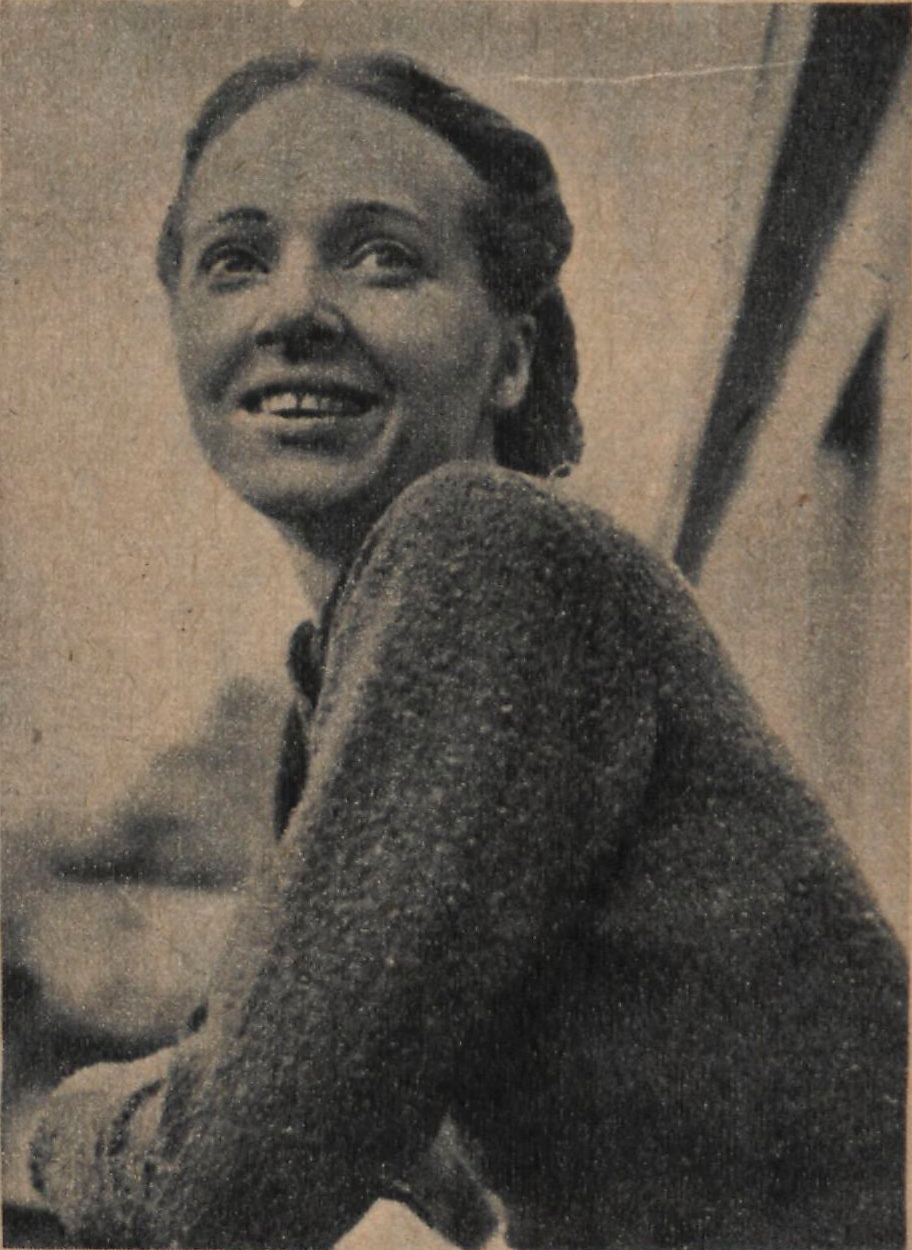
Marie-Claude Vaillant-Couturier (1912–1996)

- Vails, Nelson (* 1960), US-amerikanischer Bahnradsportler

### Vaim
- Vaiman, Michael (* 1953), ukrainischer Violinist und Hochschullehrer

### Vain
- Vain, Georg (1898–1928), estnischer Fußballspieler
- Vaina, Vladimír (1909–1996), tschechoslowakischer Ruderer
- Vainauskas, Gedvydas (* 1955), litauischer Journalist und Manager
- Vainauskas, Kastytis (* 1961), litauischer Politiker
- Vainikka, Jesse (* 1992), finnischer E-Sportler
- Vainio, Aaro (* 1993), finnischer Automobilrennfahrer
- Vainio, Juha (1938–1990), finnischer Liedermacher
- Vainio, Martti (* 1950), finnischer Langstreckenläufer
- Vainio, Mika (1963–2017), finnischer Techno-Musiker
- Vainio, Nanna (* 1991), finnische Badmintonspielerin
- Vainio, Seppo (1937–2020), finnischer Eishockeyspieler
- Vainiūnaitė, Birutė (* 1947), litauische Pianistin und Musikpädagogin
- Vainius, Fürst von Polazk
- Vainiutė, Milda (1962–2024), litauische Juristin, Verfassungsrechtlerin und Hochschullehrerin
- Vainlo, Kelly (* 1995), estnische Biathletin und Skilangläuferin
- Vaino, Karl (* 1923), sowjetischer Politiker
- Vainola, Allan (* 1965), estnischer Gitarrist, Sänger und Songwriter
- Vainola, Kätlin (* 1978), estnische Autorin
- Vainoras, Stasys (* 1966), litauischer Politiker
- Vainqueur, William (* 1988), französischer Fußballspieler
- Vainshtein, Arkady (* 1942), russisch-US-amerikanischer Physiker
- Vainshtein, Ron (* 1995), israelischer Eishockeyspieler
- Vainstein, Pablo (* 1989), argentinischer Handballspieler
- Vainšteins, Romāns (* 1973), lettischer Radrennfahrer
- Vainu Bappu, M. K. (1927–1982), indischer Astronom
- Vainula, Vallot (* 1978), estnischer Tischtennisspieler

### Vaio
- Vaio, John (1939–2021), US-amerikanischer Gräzist

### Vair
- Vair, Guillaume du (1556–1621), französischer Essayist und Staatsmann
- Vairasse, Denis, französischer Schriftsteller, Romanist und Grammatiker
- Vairelles, Tony (* 1973), französischer Fußballspieler
- Vairo, Federico (1930–2010), argentinischer Fußballspieler
- Vairo, Giuseppe (1917–2001), italienischer Geistlicher, katholischer Bischof
- Vairocana, Übersetzer buddhistischer Lehren

### Vais
- Vaisa, Antanas Mataušas (1928–1995), litauischer Politiker, Vizeminister
- Väisälä, Kalle (1893–1968), finnischer Mathematiker und Pädagoge
- Väisälä, Marjy (1916–2011), finnische Lehrerin und Entdeckerin eines Asteroiden
- Väisälä, Vilho (1889–1969), finnischer Meteorologe und Unternehmer
- Väisälä, Yrjö (1891–1971), finnischer Astronom und Physiker
- Väisänen, Elina (* 1981), finnische Badmintonspielerin
- Väisänen, Heikki (* 1943), finnischer Skispringer
- Väisänen, Ilpo (* 1963), finnischer Techno-Musiker
- Väisänen, Leo (* 1997), finnischer Fußballspieler
- Väisänen, Maria (* 1984), finnische Badmintonspielerin
- Väisänen, Sauli (* 1994), finnischer Fußballspieler
- Vaišelga († 1268), Großfürst von Litauen
- Vaishali, R. (* 2001), indische SchachspielerinR. Vaishali (* 2001)

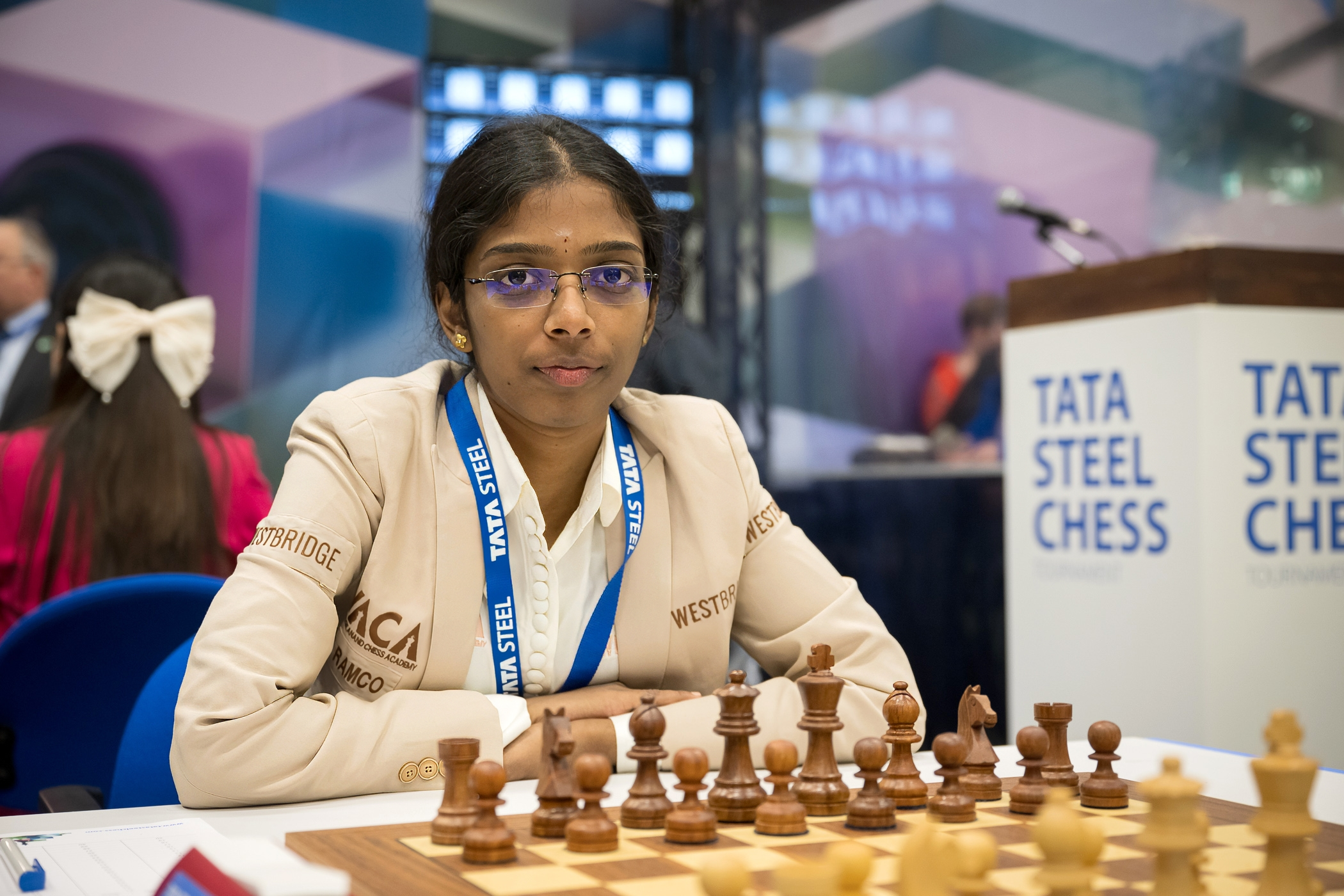
R. Vaishali (* 2001)

- Vaisjūns, Oskars (* 1983), lettischer Diskuswerfer
- Vaisman, Diana (* 1998), israelische Sprinterin
- Vaisman, Sima (1903–1997), französische Ärztin und Autorin
- Vaišnoras, Alfonsas (* 1941), litauischer Politiker
- Vaissaud, Dune (* 2007), französische Tennisspielerin
- Vaïsse, Martin (* 1987), französischer Tennisspieler
- Vaissète, Joseph (1685–1756), französischer Benediktinermönch und Historiker
- Vaišvila, Alfonsas (* 1942), litauischer Jurist und Professor für Rechtstheorie
- Vaišvila, Rytis (* 1971), litauischer Basketballspieler und -trainer
- Vaišvila, Zigmas (* 1956), litauischer Politiker

### Vait
- Vaitai, Halapoulivaati (* 1993), US-amerikanischer American-Football-Spieler
- Vaitekūnas, Edmundas (* 1949), litauischer Pädagoge, Musiker und Anwalt
- Vaitekūnas, Romasis, litauischer Jurist und Politiker
- Vaitekūnas, Stasys (1941–2016), litauischer Geograph, Hochschullehrer und Politiker
- Vaitiekūnas, Petras (1891–1946), litauischer katholischer Pfarrer und Politiker, Bürgermeister von Jonava
- Vaitiekūnas, Petras (* 1953), litauischer Diplomat und Politiker, Mitglied des Seimas
- Vaitiekūnas, Ričardas (* 1953), litauischer Geologe und Politiker, Bürgermeister der Rajongemeinde Klaipėda (2000–2003)
- Vaitiekus, Raimundas (* 1971), litauischer Politiker, Bezirksleiter und Vize-Bürgermeister
- Vaitkevičius, Algis (* 1972), litauischer Politiker
- Vaitkevičius, Tomas (* 1972), litauischer Jurist, Politiker und stellv. Justizminister
- Vaitkevičiūtė, Rasa (* 1985), litauische Politikerin
- Vaitkūnas, Egidijus (* 1988), litauischer Fußballspieler
- Vaitkus, Arvydas (* 1963), litauischer Politiker, Bürgermeister von Klaipėda
- Vaitkus, Eduardas (* 1956), litauischer Arzt, Hämatologe, Professor und politischer Aktivist
- Vaitkus, Feliksas (1907–1956), amerikanischer Flieger
- Vaitkus, Linas (* 1973), litauischer Skirennläufer
- Vaitkus, Rimantas (* 1957), litauischer Chemiker und Politiker, Prorektor
- Vaitkus, Romualdas (* 1966), litauischer Politiker, Mitglied des Seimas
- Vaitkus, Tomas (* 1982), litauischer Radrennfahrer
- Vaitl, Dieter (* 1940), deutscher Psychologe
- Vaitl, Eva (1921–1988), deutsche Schauspielerin und Synchronsprecherin
- Văitoianu, Artur (1864–1956), rumänischer General, Politiker und Ministerpräsident des Landes
- Vaitonis, Povilas (1911–1983), kanadisch-litauischer Schachspieler
- Vaitonis, Vytautas Zigmas (1942–2020), litauischer Schachspieler
- Vaitukaitis, Kęstutis (* 1958), litauischer Politiker
- Vaitulukina, Mathis (* 2004), französischer Leichtathlet

### Vaiv
- Vaive, Rick (* 1959), kanadischer Eishockeyspieler und -trainer
- Vaivode, Enija Anna (* 1993), lettische Fußballspielerin
- Vaivods, Julijans (1895–1990), lettischer Geistlicher, Erzbischof von Riga, Kardinal der römisch-katholischen Kirche

### Vaiz
- Vaizey, Ed (* 1968), britischer Politiker (Konservative Partei), Mitglied des House of Commons
- Vaizey, John, Baron Vaizey (1929–1984), britischer Autor und auf Erziehung spezialisierter Ökonom
- Vaižmužis, Albinas (* 1936), litauischer und Politiker